# Incident de Curragh
L’incident de Curragh du 20 mars 1914, aussi appelé la mutinerie de Curragh, eut lieu à Curragh, dans le comté de Kildare, en Irlande. Le camp de Curragh était alors la base principale de l'armée britannique en Irlande, qui était alors une partie du Royaume-Uni de Grande-Bretagne et d'Irlande. Elle était alors sur le point de recevoir une part de dévolution du pouvoir sur l'ensemble de son territoire, y compris l'Ulster.
Avec le projet de loi portant sur l'Irish Home Rule en 1914, le gouvernement britannique envisageait une action militaire contre les Ulster Volunteers qui menaçaient de se rebeller contre la loi. Plusieurs officiers, en particulier ceux qui avaient des relations avec l'Irlande protestante, dont le plus notable était Hubert Gough, menacèrent de démissionner plutôt que d'obéir, soutenus officieusement depuis Londres par des officiers supérieurs, notamment Henry Wilson. Le gouvernement émit un communiqué indiquant que le problème était un malentendu. Cependant le secrétaire d'État à la Guerre J.E.B. Seely et le CIGS (chef d'état-major des armées) John French furent  contraints à la démission après avoir repris le document pour promettre que l'armée britannique ne serait pas utilisée contre les loyalistes d'Ulster.
L'événement contribua à renforcer l'assurance des Unionistes ainsi que le mouvement séparatiste irlandais, dorénavant convaincu qu'il ne pourrait attendre de soutien de l'armée britannique en Irlande. En retour, les nationalistes soutinrent le développement de forces paramilitaires. La loi de dévolution fut votée mais son application reportée, et la peur croissante d'une guerre civile en Irlande mena le gouvernement britannique à envisager plutôt une forme de partition de l'île, ce qui arriva finalement.
Cet événement est aussi remarquable comme un des rares depuis les guerres civiles anglaises dans lesquels des membres de l'armée britannique intervinrent ouvertement en politique.

## Contexte
Au début de 1912, le gouvernement britannique libéral de H.H. Asquith présente un troisième projet de loi sur l'autonomie de l'Irlande qui propose la création d'un parlement irlandais autonome à Dublin. Les unionistes d'Ulster fondent alors le groupe paramilitaire d'Ulster Volunteers (UVF), aidé par un certain nombre de hauts officiers britanniques à la retraite, pour combattre si nécessaire contre le gouvernement britannique et contre un futur gouvernement Home Rule irlandais proposé par le projet de loi.
En septembre 1913, le chef de l'état-major général impérial (CIGS) John French exprime ses inquiétudes au gouvernement et au roi considérant que l'armée britannique, si elle était condamnée à agir contre l'UVF , pourrait se diviser, certains officiers se rangeant même du côté des Unionistes d'Ulster pour préserver et défendre un Empire britannique protestant que l'Irlande majoritairement catholique menacerait. Le major-général Henry Hughes Wilson, directeur des opérations militaires était en contact régulier avec les chefs de l'opposition (y compris Bonar Law) et les officiers à la retraite qui appuyaient les unionistes.

## Démissions
Lorsque l'ordre d'intervenir en Ulster arriva au camp de Curragh, le général Hubert Gough qui commandait la brigade et 57 autres officiers présentèrent leur démission, un signe parmi d'autres du soutien que les militaires apportaient aux unionistes.

## Personnalités impliquées

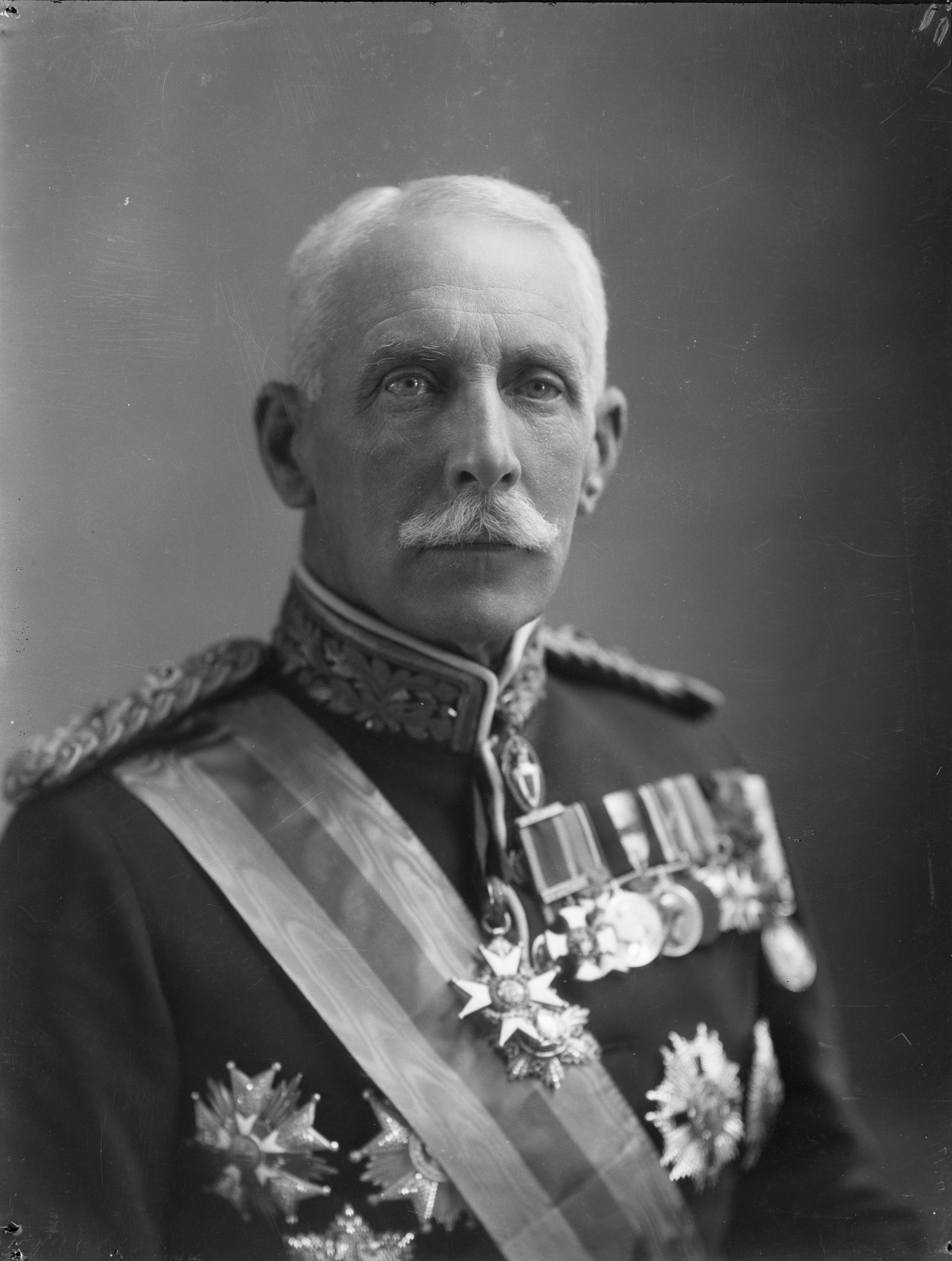
Général Fergusson vers 1926
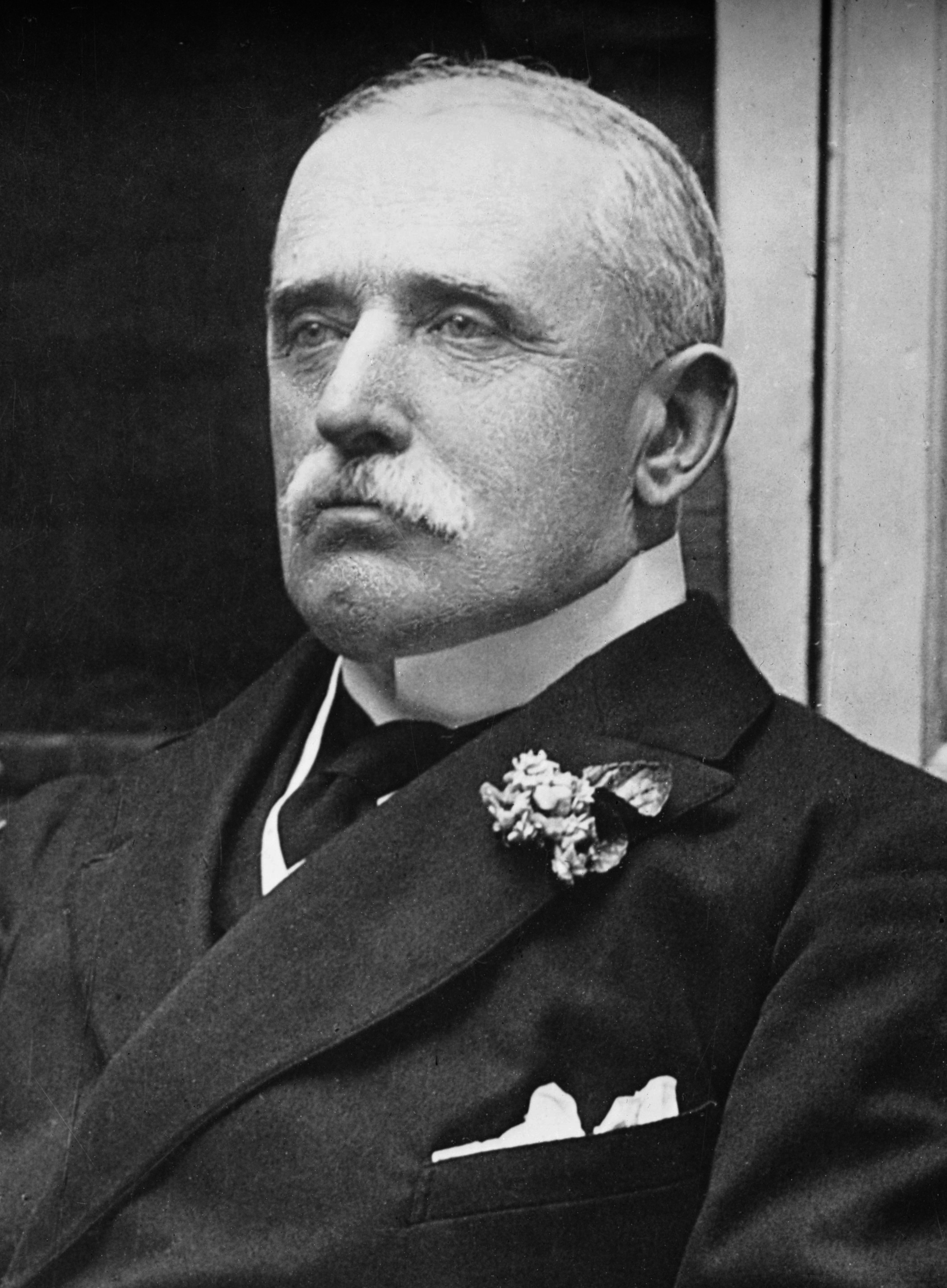
John French, maréchal de l'armée britannique
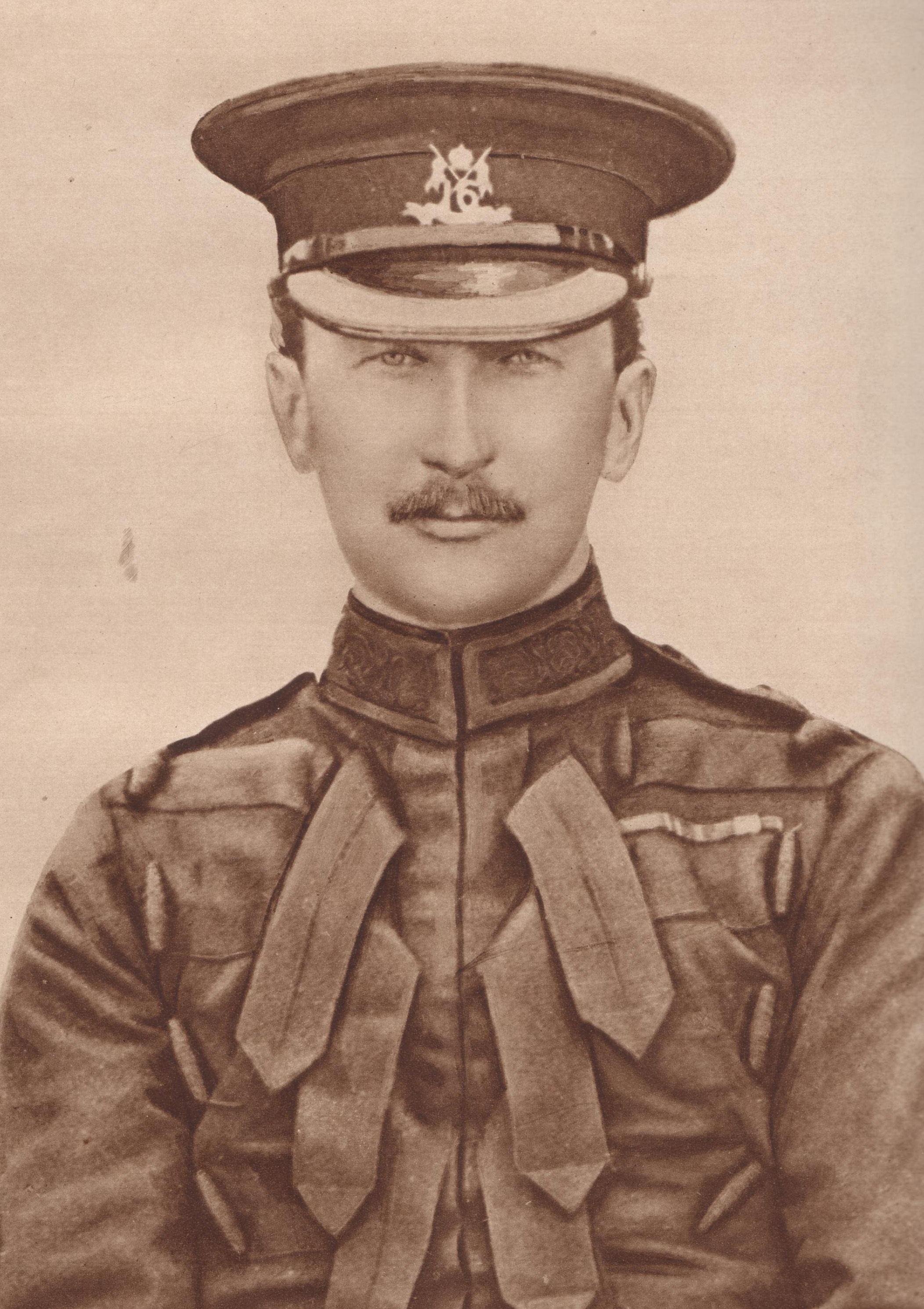
Général Gough vers 1900
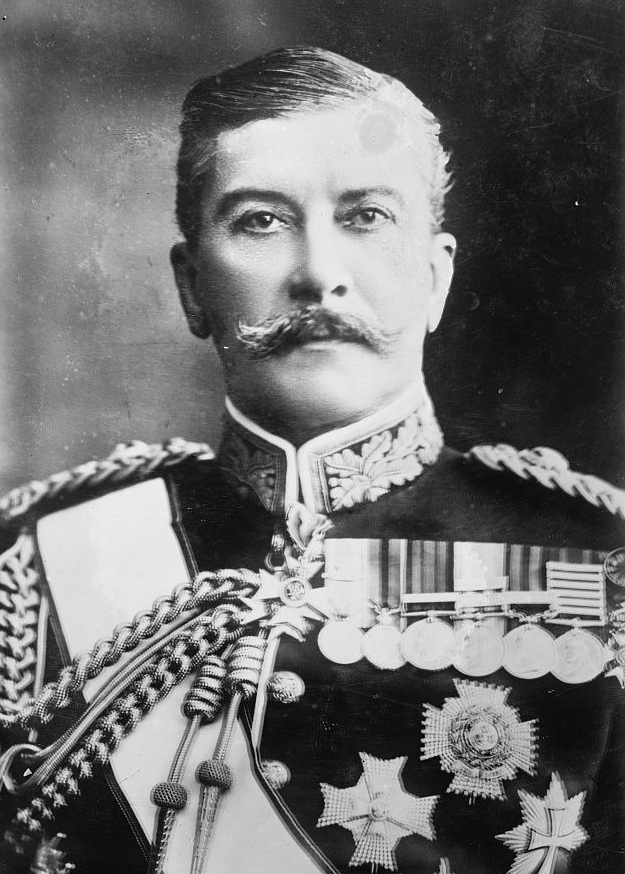
Sir Arthur Paget (en), commandant en chef des armées en Irlande en mars 1914
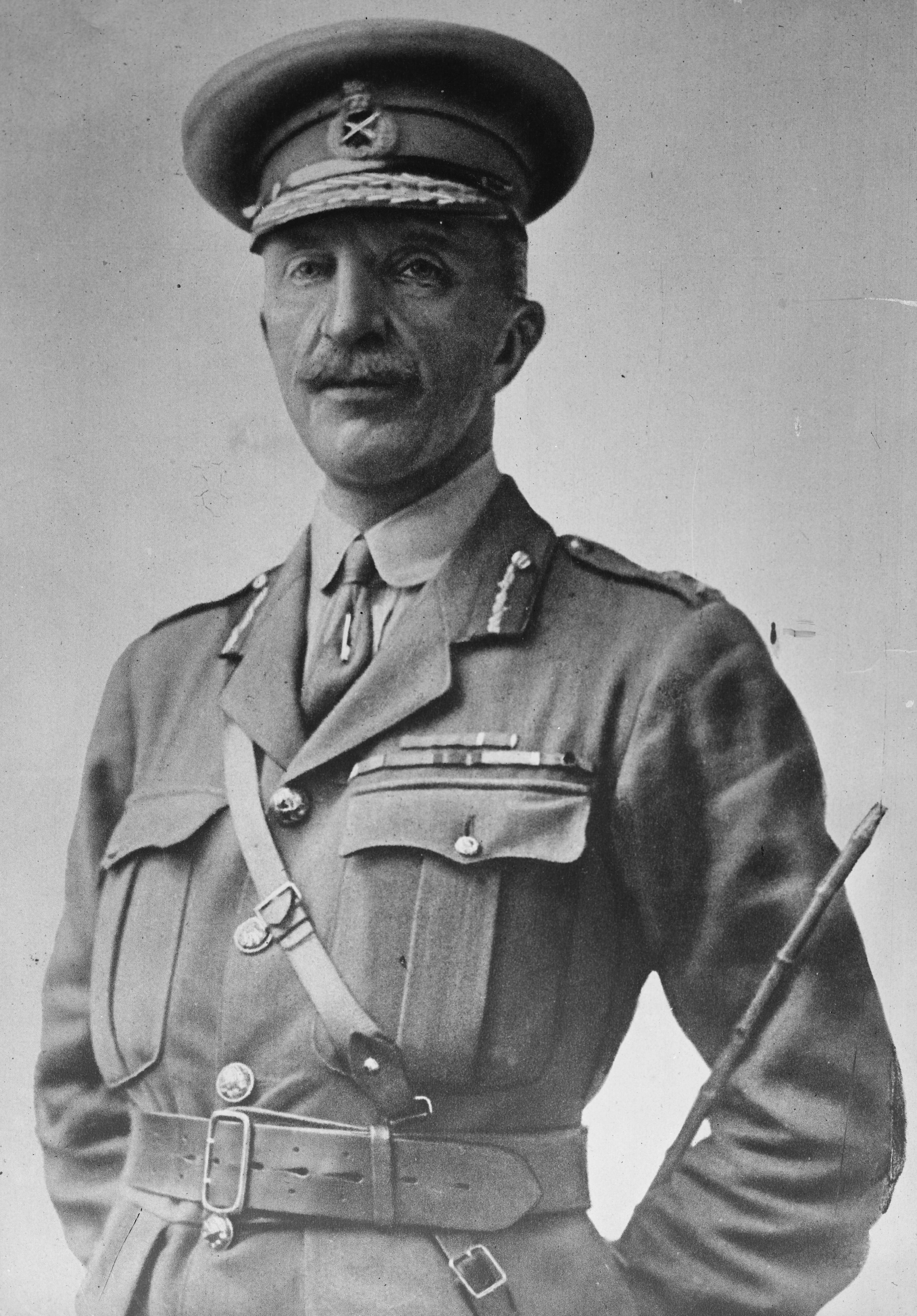
Général Henry Wilson